# Otto Schenk
Otto Schenk (Schweinfurt, ... – ...; fl. XX secolo) è stato un ciclista su strada tedesco.
Vinse la prova in linea ai Campionati tedeschi di ciclismo su strada nel 1948 e concluse al terzo posto assoluto il Deutschland Tour nel 1950.

## Palmares
- 1948 (Patria W.K.C., una vittoria)

Campionati tedeschi, Prova in linea